# يلينا بارولينا

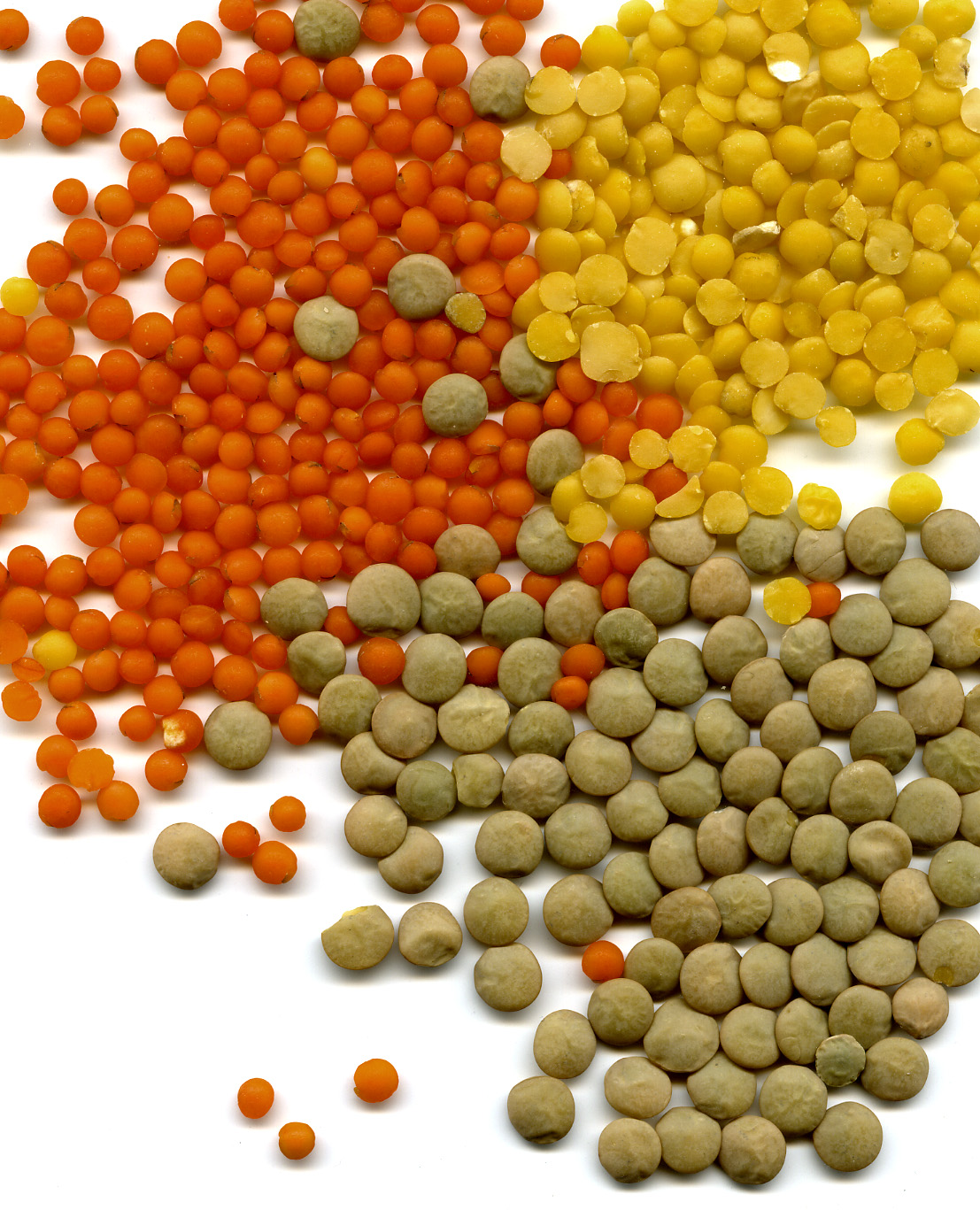
بذور من العدس المطبخي. درست بارولينا هذا النوع من بذور العدس من الأنواع البرية القرينة بها والأنواع السالفة لها.

يلينا إيفانوفا بارولينا (بالروسية: Елена Ивановна Барулина، مواليد عام 1895 - وتوفيت 9 يوليو عام 1957) مواليد في مدينة ساراتوف بجمهورية روسيا الاتحادية، في الاتحاد السوفيتي. هي عالمة نبات ووراثة، قامت بالعديد من البحوث الرائدة في مجال بذار العدس وما يُقاربه في الفصيلة. في عام 1930م نشرت أول خريطة في توزيعها الدولي، وفي أفرودة مؤلفة من 317 صفحة، أصبحت المرجعيّة القياسيّة للباحثين، إذ يستخدم مختصر اسمها بارولينا للدلالة على عملها في علم النبات.

## نشأتها
وُلدت «بارولينا» عام 1895م في مدينة ساراتوف الروسيّة عند الميناء الرئيس على نهر الفولغا، حيث كان والدها مديرًا لهذا الميناء، في عام 1913م التحقت بكليّة علم الزراعة في جامعة ساراتوف بعد تخرّجها بميدالية فضيّة من «جمنازيوم»، وهي أحد أنواع المدارس التي تُركّز على التعليم الأكاديمي المتقدّم في بعض أجزاء أوروبا، وغالبًا ما تشير جمنازيوم إلى المدارس الثانوية التي تُعد الطالب للدراسة الأكاديمية المتقدمة في الجامعة.

## سيرتها
أوصاها أستاذها البروفسور نيقولاي فافيلوف عالم النباتات والجغرافيا أن تستمر في العمل الأكاديمي والدراسات العليا، ليدعوها بعد ذلك لترافقه إلى سانت بطرسبرغ، حيث سيصبح رئيس قسم معهد الموارد الوراثية الروسية المعروف حاليًا باسم معهد فافيلوف للأبحاث وإنتاج النبات، أصبحت «بارولينا» رئيسًا مساعدًا لقسم البذار التجريبية التابع للمعهد. في عام 1926م تزوّجت من «فافيلوف».
أمست «بارولينا» خبيرة المركز فيما يخص بذار العدس، وصنّفتهم في نهاية المطاف ضمن ست مجموعات، بالاستناد إلى الأنواع البريّة المتوفّرة والأصناف المُستنبتة، إذ إنّها سلّمت بكون العدس المزروع حديثًا (العدس المُستخدم في الطعام حاليًا) قد نشأ من الأنواع البريّة (نبتة العدس).
نشرت «بارولينا» بحثًا مؤلفًا من 319 صفحة من أبحاثها لبذار العدس في الاتحاد السوفيتي يو إس إس آر وبلدان أخرى؛ ليكمل مجلة علم النبات التطبيقي. في عام 1930م أصبحت دراستها هذه مرجعًا بحثيًا قياسيًا بالنسبة للباحثين الذين يدرسون بذار العدس. كانت «بارولينا» أول من يرسم خريطة للتوزع الدولي لأنواع العدس المختلفة. لخصت «بارولينا» في وقت لاحق من عام 1937م بحثها في العدس في الطبعة الرابعة من قائمة النباتات المزروعة.
قادَت «بارولينا» -بالإضافة لعملها البحثيّ في العدس- بعثات رئيسة لجمع النبات إلى شبه جزيرة القرم عام 1923م وإلى جورجيا عام 1933م، وشاركت في أبحاث أخرى في المعهد، فكانت واحدة من أبرز علماء الوراثة فيه، وامتدّت أبحاث «بارولينا» لمجالات أبعد من العدس، وقد استُخدم اسم «بارولينا» اختصارًا قياسيًّا لاسم المؤلف للإشارة إليها عند ذكر الأسماء النباتية.

## السنوات اللاحقة
أدى إيمان جوزيف ستالين بالنظريّات الزراعية لعالم الأحياء والنبات تروفيم ليسينكو إلى إلقاء القبض على فافيلوف وسجنه عام 1941م، فتولّى ليسينكو رئاسة المعهد. عادت بارولينا مع ابنهما يوري الذي وُلِد في 1928 إلى مدينتهم ساراتوف، حيث عاشا فترة الحرب العالمية الثانية في حالة فقر شديد. لم تكن «بارولينا» على علم بنقل زوجها إلى سجن في ساراتوف، إذ كانت تُرسل له طرودًا غذائية إلى موسكو، ولم تكن تصل إليه أبدًا.
توفي فافيلوف عام 1943م، لكن في عام 1955م رُدّ اعتباره، فقد استطاعت «بارولينا» بدء العمل على إعداد أوراق زوجها البحثيّة وتحريرها؛ بغية نشرها، لكنّها توفيت في 9 يوليو عام 1957م.
وفقًا لما نشرته كاتبة السيرة الذاتية «مارغريتا فيشناكوفا» كانت «بارولينا» عالمة مشهورة، وخبيرة في الموارد الوراثية للنباتات المزروعة، ولم تفقد أعمالها أهميتها حتّى يومنا هذا، إذ يُستشهد بها في الأدب العلمي العالمي على نطاق واسع.